# Vertreter des Bundesinteresses beim Bundesverwaltungsgericht

Logo

Der Vertreter des Bundesinteresses beim Bundesverwaltungsgericht (VBI) vertritt gemäß § 35 VwGO das öffentliche Interesse des Bundes in Verfahren vor dem Bundesverwaltungsgericht in Leipzig.

## Grundlage und Aufgaben
Der VBI wird von der Bundesregierung bestellt. Der Zusatz „beim Bundesverwaltungsgericht“ hebt die Stellung des VBI als Organ der Rechtspflege hervor. Der VBI ist an die Weisungen des Kabinetts gebunden, nicht an solche einzelner Bundesministerien. Er kann sich an jedem Verfahren vor dem Bundesverwaltungsgericht beteiligen, um seinen Auftrag durchzuführen – ausgenommen ist das Wehrdisziplinarrecht. Der VBI äußert sich regelmäßig schriftlich und vertieft seine Auffassung in der mündlichen Verhandlung.
Die Vertretung des Bundesinteresses ist in einem übergreifenden, unparteiischen Sinne zu verstehen. Gemeint sind die gesamtstaatlichen Interessen des Bundes. Diese schließen die Belange der Länder und Kommunen ebenso ein wie die Rechte und Pflichten der einzelnen Bürger. Der VBI ist also eine öffentliche Einrichtung, der der Gesetzgeber das Bundesinteresse, einen Aspekt des Gemeinwohls, anvertraut hat. Der VBI trägt durch seine Beteiligung am Verwaltungsstreitverfahren zu Verwirklichung des Rechts bei (§ 63 Ziff. 4 VwGO).
Der VBI ist dem Bundesministerium des Innern und dort der Abteilung für Verfassungsrecht zugeordnet. Er ist die Nachfolgeeinrichtung des früheren Oberbundesanwalts (OBA), dessen Behörde auch als Oberbundesanwaltschaft bezeichnet wurde. Diese war ab 2002 im Zuge der Haushaltskonsolidierung als eigenständige Behörde aufgelöst worden. Heute wird die Aufgabe von sechs Bediensteten wahrgenommen. Vertreterin des Bundesinteresses ist seit 2022 Ministerialdirigentin Bettina Auerbach.
Es steht den Ländern frei, an ihren Gerichten ebenfalls Vertreter des öffentlichen Interesses einzurichten (§ 36 VwGO).